# Kazachs voetbalelftal in 2005
Het Kazachs voetbalelftal speelde in totaal negen interlands in het jaar 2005, waaronder acht duels in de kwalificatiereeks voor het WK voetbal 2006 in Duitsland. De ploeg stond onder leiding van bondscoach Sergey Timofeev. Op de in 1993 geïntroduceerde FIFA-wereldranglijst steeg Kazachstan in 2005 van de 149ste (januari 2005) naar de 137ste plaats (december 2005). Kazachstan was in 2002 overgestapt van de Aziatische voetbalbond (AFC) naar de Europese voetbalbond (UEFA).

## Balans
| Wedstrijden | Wedstrijden | Wedstrijden | Wedstrijden | Doelpunten | Doelpunten | Doelpunten | Punten |
| Gespeeld    | Winst       | Gelijk      | Verlies     | Voor       | Tegen      | Saldo      | Punten |
| ----------- | ----------- | ----------- | ----------- | ---------- | ---------- | ---------- | ------ |
| 9           | 0           | 1           | 8           | 4          | 23         | –19        | 0,111  |

## Interlands
|                                                      |                                                             |       |            |                                                                                  |
| 29 januari Vriendschappelijk № 71 «onderlinge duels» | Japan                                                       | 4 – 0 | Kazachstan | Nissan Stadion, Yokohama Toeschouwers: 46.941 Scheidsrechter: Sang Gu Park (KOR) |
| 29 januari Vriendschappelijk № 71 «onderlinge duels» | Keiji Tamada 5' Naoki Matsuda 11' Alex 24' Keiji Tamada 60' |       |            | Nissan Stadion, Yokohama Toeschouwers: 46.941 Scheidsrechter: Sang Gu Park (KOR) |

|                                                            |                                                         |       |            |                                                                                       |
| 26 maart WK-kwalificatie № 72 «onderlinge duels» 20:00 uur | Denemarken                                              | 3 – 0 | Kazachstan | Idrætsparken, Kopenhagen Toeschouwers: 20.980 Scheidsrechter: Grzegorz Gilewski (POL) |
| 26 maart WK-kwalificatie № 72 «onderlinge duels» 20:00 uur | Peter Møller 10' Peter Møller 48' Christian Poulsen 33' |       |            | Idrætsparken, Kopenhagen Toeschouwers: 20.980 Scheidsrechter: Grzegorz Gilewski (POL) |

|                                                          |                                               |       |            |                                                                                |
| 4 juni WK-kwalificatie № 73 «onderlinge duels» 19:15 uur | Oekraïne                                      | 2 – 0 | Kazachstan | NSK Olimpiejsky, Kiev Toeschouwers: 45.000 Scheidsrechter: Gerald Lehner (AUT) |
| 4 juni WK-kwalificatie № 73 «onderlinge duels» 19:15 uur | Andrij Sjevtsjenko 18' Igor Avdeev 83' (e.d.) |       |            | NSK Olimpiejsky, Kiev Toeschouwers: 45.000 Scheidsrechter: Gerald Lehner (AUT) |

|                                                          |            | |         |                                                                                   |
| 8 juni WK-kwalificatie № 74 «onderlinge duels» 21:00 uur | Kazachstan | 0 – 6 | Turkije | Centraal Stadion, Almaty Toeschouwers: 20.000 Scheidsrechter: Viktor Kassai (HUN) |
| 8 juni WK-kwalificatie № 74 «onderlinge duels» 21:00 uur |            | 13' Fatih Tekke 15' İbrahim Toraman 41' Tuncay Şanlı 85' Fatih Tekke 88' Halil Altıntop 90' Tuncay Şanlı |         | Centraal Stadion, Almaty Toeschouwers: 20.000 Scheidsrechter: Viktor Kassai (HUN) |

|                                                               |                          |       |                                             |                                                                                     |
| 17 augustus WK-kwalificatie № 75 «onderlinge duels» 14:00 uur | Kazachstan               | 1 – 2 | Georgië                                     | Centraal Stadion, Almaty Toeschouwers: 9.000 Scheidsrechter: Richard Havrilla (SVK) |
| 17 augustus WK-kwalificatie № 75 «onderlinge duels» 14:00 uur | Daniyar Kenzhekhanov 23' |       | 50' Georgi Demetradze 82' Georgi Demetradze | Centraal Stadion, Almaty Toeschouwers: 9.000 Scheidsrechter: Richard Havrilla (SVK) |

|                                                               |                                      |       |                      |                                                                                       |
| 3 september WK-kwalificatie № 76 «onderlinge duels» 20:00 uur | Albanië                              | 2 – 1 | Kazachstan           | Qemal Stafastadion, Tirana Toeschouwers: 3.000 Scheidsrechter: Krzysztof Słupik (POL) |
| 3 september WK-kwalificatie № 76 «onderlinge duels» 20:00 uur | Florian Myrtaj 53' Erjon Bogdani 56' |       | 62' Maksim Nizovtsev | Qemal Stafastadion, Tirana Toeschouwers: 3.000 Scheidsrechter: Krzysztof Słupik (POL) |

|                                                               |                           |       |                                                     |                                                                                     |
| 7 september WK-kwalificatie № 77 «onderlinge duels» 19:00 uur | Kazachstan                | 1 – 2 | Griekenland                                         | Centraal Stadion, Almaty Toeschouwers: 18.000 Scheidsrechter: Alexandru Tudor (ROM) |
| 7 september WK-kwalificatie № 77 «onderlinge duels» 19:00 uur | Maksim Zhalmagambetov 53' |       | 78' Stelios Giannakopoulos 90+4' Nikos Liberopoulos | Centraal Stadion, Almaty Toeschouwers: 18.000 Scheidsrechter: Alexandru Tudor (ROM) |

|                                                             |         |       |            |                                                                                     |
| 8 oktober WK-kwalificatie № 78 «onderlinge duels» 18:00 uur | Georgië | 0 – 0 | Kazachstan | Boris Paitsjadzestadion, Tbilisi Toeschouwers: — Scheidsrechter: Jouni Hyytiä (FIN) |
| 8 oktober WK-kwalificatie № 78 «onderlinge duels» 18:00 uur |         |       |            | Boris Paitsjadzestadion, Tbilisi Toeschouwers: — Scheidsrechter: Jouni Hyytiä (FIN) |

|                                                              |                      |       |                                             |                                                                                  |
| 12 oktober WK-kwalificatie № 79 «onderlinge duels» 22:00 uur | Kazachstan           | 1 – 2 | Denemarken                                  | Centraal Stadion, Almaty Toeschouwers: 8.050 Scheidsrechter: Edo Trivković (CRO) |
| 12 oktober WK-kwalificatie № 79 «onderlinge duels» 22:00 uur | Aleksandr Kuchma 86' |       | 46' Michael Gravgaard 49' Jon Dahl Tomasson | Centraal Stadion, Almaty Toeschouwers: 8.050 Scheidsrechter: Edo Trivković (CRO) |

## FIFA-wereldranglijst
| JAN | FEB | MAR | APR | MEI | JUN | JUL | AUG | SEP | OKT | NOV | DEC |
| --- | --- | --- | --- | --- | --- | --- | --- | --- | --- | --- | --- |
| 149 | 149 | 149 | 149 | 149 | 148 | 148 | 148 | 146 | 140 | 139 | 137 |

## Statistieken
| David Loria           | 1981-10-31 | Sjachtjor Karaganda | 4 | 0 | 0 | 7  | 0 |
| Yuriy Novikov         | 1972-05-19 | Irtysh Pavlodar     | 4 | 0 | 0 | 23 | 0 |
| Aleksandr Mokin       | 1981-06-19 | Zhenis Astana       | 1 | 0 | 0 | 1  | 0 |
| Verdediging           |            |                     |   |   |   |    |   |
| Samat Smakov          | 1978-12-08 | Kairat Almaty       | 7 | 1 | 0 |    |   |
| Aleksandr Familtsev   | 1975-08-03 | Tom Tomsk           | 6 | 1 | 0 |    |   |
| Igor Avdeev           | 1973-01-10 | Sjachtjor Karaganda | 6 | 0 | 0 |    |   |
| Aleksandr Kuchma      | 1980-12-09 | Ruch Chorzów        | 5 | 0 | 1 |    |   |
| Farkhadbek Irismetov  | 1981-08-10 | Kairat Almaty       | 4 | 0 | 0 |    |   |
| Dmitriy Lyapkin       | 1976-09-16 | Zhenis Astana       | 4 | 0 | 0 |    |   |
| Renat Dubinskiy       | 1979-05-06 | FK Oeral            | 2 | 2 | 0 |    |   |
| Kairat Utabaev        | 1980-07-16 | Kairat Almaty       | 2 | 0 | 0 |    |   |
| Igor Soloshenko       | 1979-05-22 | Ayat Rudny          | 1 | 0 | 0 |    |   |
| Piraliy Aliev         | 1984-01-13 | Temirzholshy Almaty | 0 | 1 | 0 |    |   |
| Egor Azovskiy         | 1985-01-10 | FK Almaty           | 0 | 1 | 0 |    |   |
| Middenveld            |            |                     |   |   |   |    |   |
| Maksat Baizhanov      | 1984-08-06 | Irtysh Pavlodar     | 5 | 1 | 0 |    |   |
| Andrei Karpovich      | 1981-01-18 | Kairat Almaty       | 5 | 1 | 0 | 20 | 2 |
| Sergey Larin          | 1986-07-22 | FK Almaty           | 4 | 3 | 0 |    |   |
| Roeslan Baltiev       | 1978-09-16 | Sjinnik Jaroslavl   | 4 | 1 | 0 |    |   |
| Nikita Khokhlov       | 1983-10-27 | Zhenis Astana       | 4 | 1 | 0 |    |   |
| Denis Rodionov        | 1985-07-26 | FC Atıraw           | 4 | 1 | 0 |    |   |
| Andrey Travin         | 1979-04-27 | FK Almaty           | 3 | 3 | 0 |    |   |
| Maksim Azovskiy       | 1986-06-04 | FK Almaty           | 3 | 1 | 0 |    |   |
| Maksim Nizovtsev      | 1972-09-09 | Tobol Kostanay      | 2 | 3 | 1 |    |   |
| Anton Chichulin       | 1984-10-27 | Zhenis Astana       | 2 | 3 | 0 |    |   |
| Daniyar Mukanov       | 1976-09-26 | Tobol Kostanay      | 2 | 0 | 0 |    |   |
| Maksim Zhalmagambetov | 1983-07-11 | Zhenis Astana       | 1 | 1 | 1 |    |   |
| Dias Kamelov          | 1981-05-29 | Zhenis Astana       | 1 | 0 | 0 |    |   |
| Maksim Shevchenko     | 1980-03-27 | Sjachtjor Karaganda | 1 | 0 | 0 |    |   |
| Aanval                |            |                     |   |   |   |    |   |
| Nurbol Zhumaskaliev   | 1981-05-11 | Tobol Kostanay      | 4 | 0 | 0 |    |   |
| Daniyar Kenzhekanov   | 1983-01-20 | Vostok Oskemen      | 3 | 1 | 1 |    |   |
| Oleg Litvinenko       | 1973-11-22 | FK Almaty           | 2 | 3 | 0 |    |   |
| Aleksandr Krokhmal    | 1981-11-22 | FK Ordabasy Şımkent | 2 | 1 | 0 |    |   |

KFF · A-internationals · Bondscoaches · Statistieken · Kazachs vrouwenelftal · Olympisch elftal · Kazachstan U21 · Kazachstan U20 · Kazachstan U19 · Kazachstan U18 · Kazachstan U17
1992 – 1999 · 2000 – 2009 · 2010 – 2019 · 2020 – 2029
1992 · 1993 · 1994 · 1995 · 1996 · 1997 · 1998 · 1999 · 2000 · 2001 · 2002 · 2003 · 2004 · 2005 · 2006 · 2007 · 2008 · 2009 · 2010 · 2011 · 2012 · 2013 · 2014 · 2015 · 2016 · 2017 · 2018 · 2019 · 2020 · 2021 · 2022 · 2023 ·
2024 · 2025
Albanië ·
Andorra ·
Armenië ·
Azerbeidzjan ·
Bahrein ·
België ·
Bosnië en Herzegovina ·
Bulgarije ·
Burkina Faso ·
China ·
Curaçao ·
Cyprus ·
Denemarken ·
Duitsland ·
Engeland ·
Estland ·
Faeröer ·
Finland ·
Frankrijk ·
Georgië ·
Griekenland ·
Hongarije · 
Ierland ·
IJsland ·
Irak ·
Iran ·
Japan ·
Jordanië ·
Kirgizië ·
Koeweit ·
Kroatië ·
Laos ·
Letland ·
Libanon ·
Libië ·
Liechtenstein ·
Litouwen ·
Litouwen ·
Luxemburg ·
Malta ·
Moldavië ·
Montenegro ·
Nederland ·
Nepal ·
Noord-Ierland ·
Noord-Korea ·
Noord-Macedonië ·
Noorwegen ·
Oekraïne ·
Oezbekistan ·
Oman ·
Oostenrijk ·
Pakistan ·
Palestina ·
Polen ·
Portugal ·
Qatar ·
Roemenië ·  
Rusland ·
San Marino ·
Saoedi-Arabië ·
Schotland ·
Servië ·
Singapore ·
Slovenië ·
Slowakije ·
Syrië ·
Tadzjikistan ·
Thailand ·
Tsjechië ·
Turkmenistan ·
Turkije ·
Verenigde Arabische Emiraten ·
Vietnam ·
Wales ·
Wit-Rusland ·
Zuid-Korea ·
Zweden